# Michael N. Hall

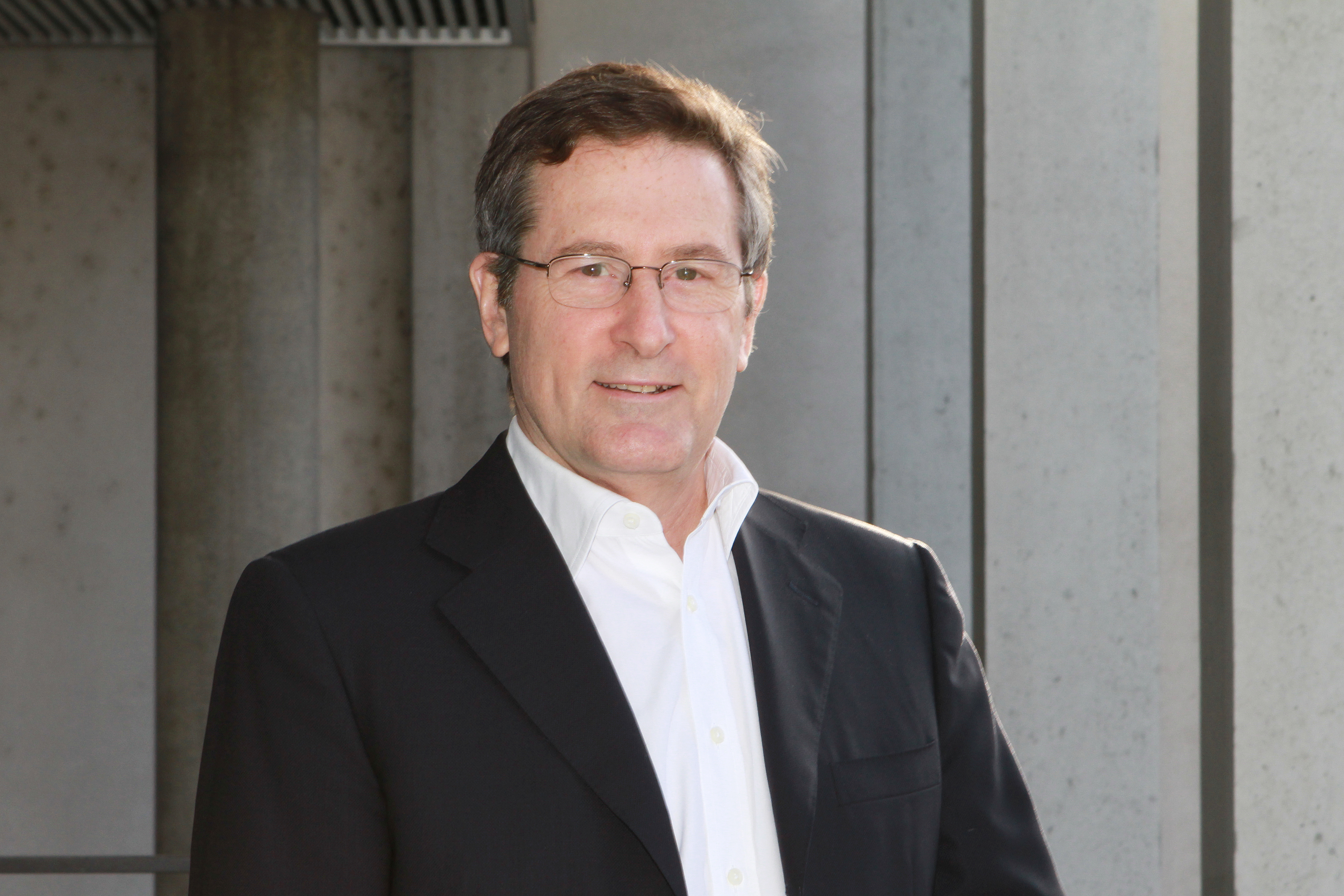
Michael N. Hall, 2014

Michael Nip Hall (* 12. Juni 1953 in Puerto Rico) ist ein US-amerikanisch-schweizerischer Molekularbiologe und Professor am Biozentrum der Universität Basel.

## Leben
Hall verbrachte seine Kindheit und Jugend in Südamerika (Venezuela, Peru). Er erwarb 1976 einen Bachelor in Zoologie an der University of North Carolina at Chapel Hill und 1981 einen PhD bei Thomas J. Silhavy an der Harvard University. Seine Doktorarbeit trug den Titel Genetic studies on the regulation of the major outer membrane porin proteins of Escherichia coli K-12. Hall arbeitete als Postdoktorand am Institut Pasteur in Paris und bei Ira Herskowitz an der University of California, San Francisco. 1987 ging Hall als Assistant Professor an das Biozentrum der Universität Basel, 1992 erhielt er eine ordentliche Professur. Von 1995 bis 1998 und von 2002 bis 2009 leitete er die dortige Abteilung für Biochemie, von 2002 bis 2009 war er Vizedirektor des Biozentrums.

## Wirken
1991 entdeckte Hall die Proteinkinase TOR. Hall gilt als führend in der Erforschung des TOR-Signalwegs (bei Säugetieren mTOR), der eine entscheidende Rolle in zahlreichen Prozessen des Zellwachstums spielt. Auch bei Alterungsprozessen und Übergewicht oder verschiedenen Erkrankungen wie Krebs, Diabetes mellitus oder Herz-Kreislauf-Erkrankungen ist der TOR-Signalweg wichtig. Substanzen, die hier eingreifen, gelten als potentielle Therapeutika für zahlreiche Erkrankungen. Seit 2016 zählt ihn Thomson Reuters aufgrund der Zahl seiner Zitierungen zu den Favoriten auf einen Nobelpreis (Thomson Reuters Citation Laureates).

## Auszeichnungen (Auswahl)
- 1995 gewähltes Mitglied der European Molecular Biology Organization (EMBO)
- 2003 Cloëtta-Preis[3]
- 2009 gewähltes Mitglied (Fellow) der American Association for the Advancement of Science (AAAS)
- 2009 Louis-Jeantet-Preis[4]
- 2012 Marcel-Benoist-Preis[5]
- 2014 Sir-Hans-Krebs-Medaille, Federation of European Biochemical Societies (FEBS)[6]
- 2014 Breakthrough Prize in Life Sciences[7]
- 2014 Synergy Grant, Europäischer Forschungsrat (ERC)[8]
- 2014 Mitglied der National Academy of Sciences[9]
- 2015 Canada Gairdner International Award[10]
- 2016 Debrecen Award for Molecular Medicine[11]
- 2016 Doctor honoris causa, Universität Genf[12]
- 2017 Szent-Györgyi-Preis[13]
- 2017 Albert Lasker Award for Basic Medical Research
- 2019 Charles Rodolphe Brupbacher Preis für Krebsforschung
- 2019 Howard Taylor Ricketts Award[14]
- 2019 HFSP Nakasone Award
- 2020 BBVA Foundation Frontiers of Knowledge Award
- 2020 Sjöberg Prize
- 2021 Ehrendoktorat, Hebräische Universität Jerusalem[15]
- 2021 Prix Mondial Nessim Habif der Universität Genf[16]
- 2024 Grande médaille de l’Académie des sciences
- 2024 Balzan-Preis für seine Beiträge zu „Biologischen Mechanismen des Alterns“[17]
- 2025 Mitglied der Academia Europaea

## Publikationen (Auswahl)
- J. Heitman, N. R. Movva, M. N. Hall: Targets for cell cycle arrest by the immunosuppressant rapamycin in yeast. In: Science. Band 253, 1991, S. 905–909.
- T. Schmelzle, M. N. Hall: TOR, a central controller of cell growth. In: Cell. Band 103, 2000, S. 253–262.
- R. Loewith, E. Jacinto, S. Wullschleger, A. Lorberg, J. L. Crespo, D. Bonenfant, W. Oppliger, P. Jenoe, M. N. Hall: Two TOR complexes, only one of which is rapamycin sensitive, have distinct roles in cell growth control. In: Mol. Cell. Band 10, 2002, S. 457–468.
- S. Wullschleger, R. Loewith, M. N. Hall: TOR signaling in growth and metabolism. In: Cell. Band 124, 2006, S. 471–484.
- A. M. Robitaille, S. Christen, M. Shimobayashi, L. L. Fava, M. Cornu, S. Moes, C. Prescianotto-Baschong, U. Sauer, P. Jenoe, M. N. Hall: Quantitative phosphoproteomics reveal mTORC1 phosphorylates CAD and activates de novo pyrimidine synthesis. In: Science. Band 339, 2013, S. 1320–1323.[18]